# 潛龍奪寶
《潛龍奪寶》是一部2000年上映的香港電影，本片大量鏡頭於水底取景，由張午郎導演及監製，龍尊、陳法蓉及錢小豪領銜主演。

## 劇情
越南籍青年阮大龍、阿富、阿貴三人在陳老闆的潛水公司工作，在一次亂打亂撞之下截到國際犯罪集團的干擾飛彈發射系統裝置，富和貴居然不知情地把貨賣給別人，最後便惹來國際犯罪集團追殺...

## 演員
| 演員   | 角色   | 粵語配音 | 備註 |
| 龍尊   | 阮大龍 | 林國雄   | 越南籍青年 阿富、阿貴之好友兼拍檔 陳老闆之下屬 Monica張之男友，最後在水底裏結婚 王軍之天敵 最後槍殺王軍，救走Monica張並與其在水底裏結婚                                                                  |
| 陳法蓉 | 張小姐 |          | Monica張 阮大龍之女友，最後在水底裏結婚 阿富、阿貴之好友 最後被國際犯罪集團抓走，但被阮大龍救走 |
| 錢小豪 | 阿富   | 陳永信   | 越南籍青年 阮大龍、阿貴、Monica張之好友兼拍檔 陳老闆之下屬 王軍之天敵 後被王軍派人抓走，被其裝進箱子並灑上冰塊後被其放置的炸彈炸死                                                                       |
| 黎駿   | 阿貴   | 羅偉傑   | 越南籍青年 阿富、阮大龍、Monica張之好友兼拍檔 陳老闆之下屬 王軍之天敵 後被王軍派人用船裏的繩子綁著手部並被其用繩子推至船下並被引擎滾死                                                                   |
| 雷宇揚 | 王軍   | 雷宇揚   | 老闆 國際犯罪集團首領 為達到目的，不擇手段，做事心狠手辣 擁有大量打手 阮大龍、阿富、阿貴、Monica張、陳老闆之天敵 先後殺害阿富、阿貴及陳老闆 最後在舉辦晚會時為了逃走而脅持一名女子，但失敗並被阮大龍槍殺 |
| 張午郎 | 陳老闆 | 葉振聲   | 潛水公司老闆 阮大龍、阿貴、Monica張之上司 王軍之天敵 後被王軍帶人到潛水公司搗亂，被其用含水的頭盔套上頭部虐待，並慢慢死亡                                                                                |
| 張文慈 | 富女友 | 鄭麗麗   | 阿富之女友 |
| 黃子鴻 | 賣家   | 周志輝   | 毒販 和王軍合作 |

## 外部連結
- 香港影庫上《潛龍奪寶》的資料（繁體中文）
- 豆瓣电影上《潛龍奪寶》的資料 （简体中文）